# James Aloysius Hickey
James Aloysius kardinál Hickey (11. října 1920 Midland – 24. října 2004 Washington, D.C.) byl americký římskokatolický kněz, arcibiskup Washingtonu, kardinál.

## Kněz
Teologii vystudoval na Katolické universitě ve Washingtonu. Na kněze byl vysvěcen 15. června 1946 a ve studiích dále pokračoval v Římě na Papežské lateránské universitě a na Papežské univerzitě Angelicum. Byl sekretářem biskupa rodné diecéze Saginaw. Jako teolog se zúčastnil II. Vatikánského koncilu.

## Biskup a kardinál
Na začátku roku 1967 byl jmenován pomocným biskupem diecéze Saginaw, biskupské svěcení přijal 14. dubna téhož roku. O rok později rok na to se stal předsedou výboru pro Formaci kněží při americké biskupské konferenci a poradce Kongregace pro katolickou výchovu. V březnu 1969 byl jmenován rektorem papežské severoamerické koleje v Římě. Během svého pobytu v Římě zastával úřad vedoucího sdružení rektorů římských seminářů.  Dne 31. května 1974 se stal biskupem v Clevelandu a 17. června 1980 ho papež Jan Pavel II. jmenoval arcibiskupem ve Washingtonu. Při konzistoři 28. června 1998 byl povýšen do kardinálské hodnosti. Po dovršení osmdesáti let v říjnu 2000 odešel na odpočinek.